# 沙马什·姆达米克
沙马什·姆达米克（？—约公元前900年在位）（英語：Shamash-mudammiq）巴比伦国王。他主政时期两次受亚述国王阿达德尼拉里二世入侵。每次巴比伦均被击败，丧失大片领土。